# قانون دعم حرية إيران
قانون دعم حرية إيران (Pub. L. 120 Stat. 1344، H.R. 6198، الصادر في 30 سبتمبر 2006) هو قانون للكونجرس خصص 10 ملايين دولار وأمر رئيس الولايات المتحدة بإنفاق هذه الأموال لدعم «الجماعات المؤيدة للديمقراطية» المعارضة للحكومة الإيرانية. وادعى المعارضون أن مشروع القانون هو الخطوة الأولى نحو الغزو الذي قادته الولايات المتحدة للبلاد.
رداً على إقرار مشروع القانون، أشاد الرئيس جورج بوش بالكونجرس «لإظهاره التزام الحزبين بمواجهة أنشطة النظام الإيراني القمعية وزعزعة الاستقرار».

## روابط خارجية
- النص الكامل لقانون الحرية والدعم الإيراني الفاشل لعام 2004 (S. 2681)
- النص الكامل لقانون الحرية والدعم الإيراني الفاشل لعام 2005 (S. 333)
- المساعدات الأمريكية لآسيا الوسطى: «الخطاب والأرقام يتعارضان مع بعضهما البعض»